# Токмаков переулок
Токмако́в переулок — переулок в Басманном районе Центрального административного округа города Москвы. Проходит от Старой Басманной улицы до улицы Казакова. C нечётной (восточной) стороны к нему примыкает Денисовский переулок и улица Радио, c чётной — Гороховский переулок и улица Казакова.

## Происхождение названия
По фамилии домовладельца начала XVIII века.

## Здания и сооружения
По нечётной стороне:
- № 1/30 — дом XVIII века, в котором работал Ф. С. Рокотов
- № 7 — доходный дом в стиле модерн, 1911, архитектор С. Ф. Воскресенский.
- № 11 — Свято-Филаретовский институт
- № 15 — в этом доме вырос актёр Юрий Никулин[1].
- № 17 стр. 4 и 9 — Церковь Воскресения Христова и Покрова Богородицы, 2-й Московской общины старообрядцев-беспоповцев Новопоморского согласия, 1908—1909, арх. Бондаренко И. Е.
- № 21/2 — 23 — городская усадьба XVIII—XIX веков. Впервые выстроена П. Б. Белавиным, приобретшим участок в 1771 г., уничтожена пожаром 1812 года, восстановлена сыном Белавина в 1814—1816 гг. С 1842 года усадьба перешла в купеческое владение и была разделена между семьями Варенцовых и Четвериковых. В 1890—1918 годах здесь жил Н. А. Варенцов[2]. В 2001—2007 гг. восстановлена Обществом купцов и промышленников России.
- № 17 стр. 1 — школьное здание (1930-е, архитектор В. С. Колбин)[3], ныне — школа № 346 (ЦО № 1480)

По чётной стороне:

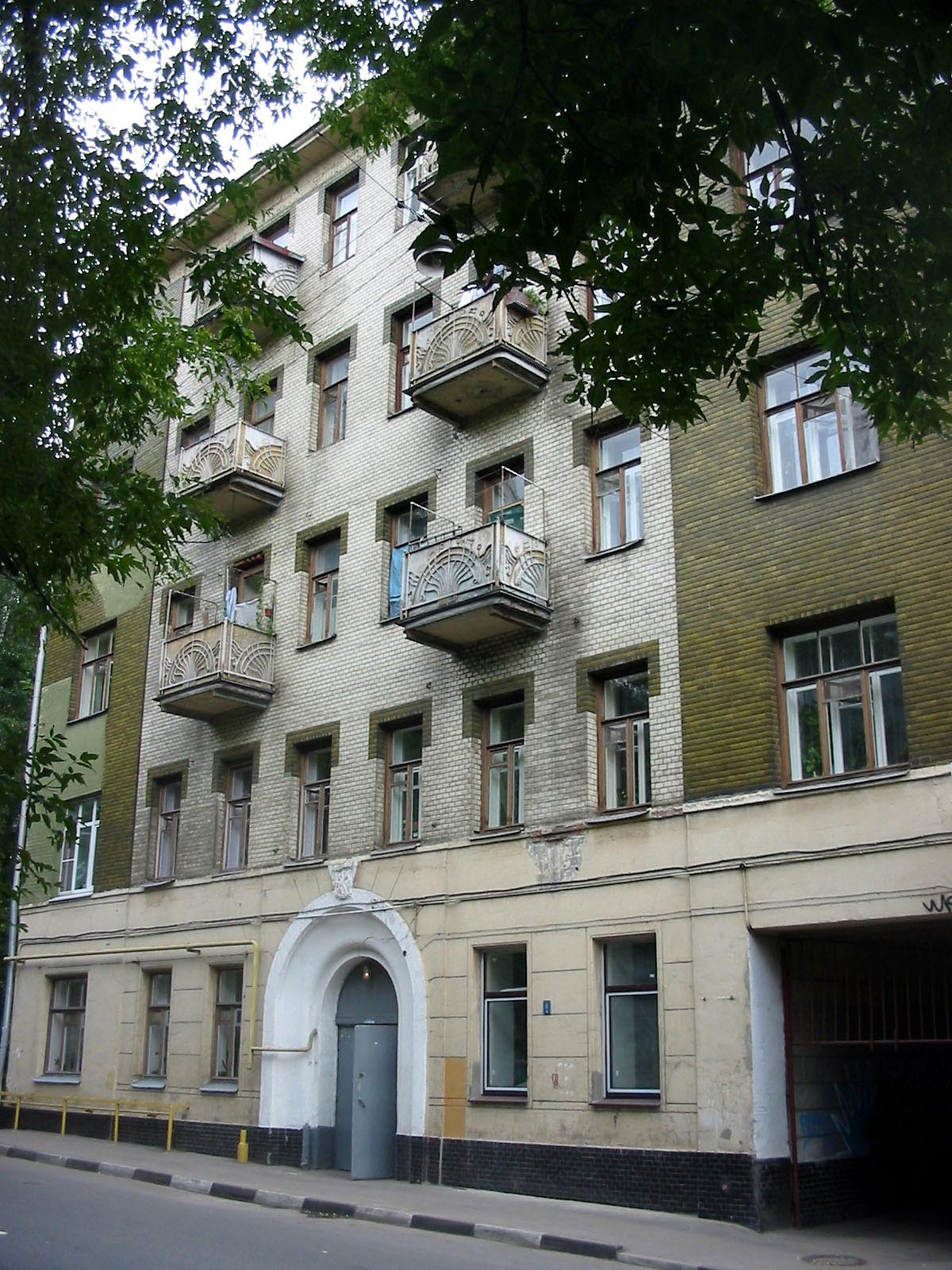
Дом № 7

- на месте современного дома 2/28 стоял один из домов В. Л. Пушкина. Второй, сохранившийся дом В. Л. Пушкина стоит по Старой Басманной, 36
- № 8 — Московская городская детская музыкальная школа имени С. С. Прокофьева, музей C. C. Прокофьева
- № 16 — издательство «Отраслевые ведомости»
- улица Радио, 2 — Храм Вознесения Господня на Гороховом поле.

## Транспорт
Переулок равноудалён от станций метро  Курская,  Бауманская,  Красные Ворота. Связь с метро наземным транспортом:
начало переулка — автобусы 40, т24, м3 (ост. Площадь Разгуляй),
середина — автобус 78 (ост. Доброслободская улица)
конец — автобус т24, трамваи Б, 24, 37, 45, 50 (ост. Доброслободская улица)